# Andy Blueman
Andrej Komatovič (znan pod umetniškim imenom Andy Blueman), slovenski trance producent, * 4. september 1982, Slovenija.
Andy je odkril trance leta 1997, ko je kupil album Dream Dance. S produciranjem je začel leta 2001, za inspiracijo pa mu je služil starejši brat, ki je začel producirati glasbo leto prej. Njegov skladbe so bil tri leta zaporedoma uvrščene s strani Armina van Buurena na letno kompilacijo A State Of Trance (2008, 2009, 2010). Njegove skladbe je med drugimi remixiral tudi Daniel Kandi. Konec leta 2010 je preko svojega bloga sporočil, da ne bo več produciral trance glasbe, ampak da bo ustvarjal filmsko glasbo.

## Diskografija

### EP-ji
- Andy Blueman - Sea Tides EP (2009)

### Singli
- Andy Blueman - Nyctalopia (2007)
- Andy Blueman - Time To Rest (2008)
- Reconceal & Andy Blueman - The World To Come (2009)
- Andy Blueman - Florescence (2010)